# 大都会歌剧院高清直播
大都会歌剧院高清直播是一档通过卫星传输的高清歌剧现场演出节目。视频从纽约的大都会歌剧院传输到美国和世界其他地区特定的会场，主要是电影院。这个系列的第一集是2006年12月30日演出的英文删减版的莫扎特《魔笛》。

## 历史
以这种方式呈现歌剧的想法来自于大都会歌剧院的新任总经理Peter Gelb。大都会歌剧院当时已经通过Sirius卫星电台广播、iPod下载、歌剧院网站的视频直播、时报广场和林肯中心的首演免费放映来扩大歌剧院的观众群体，因此在电影院中直播歌剧院的演出和这个目标是一致的。大都会歌剧院还在一些纽约市的公共学校中赞助了免费的高清视频播出。
高清直播让更多人可以体验到大都会歌剧院高质量的演出。观众包括无法到纽约观看现场演出的歌剧爱好者，以及希望通过一种简单、低价的方式体验歌剧的潜在的爱好者。